# Лабубу
Лабу́бу (кит. 拉布布, англ. Labubu, МФА (англ.): /ləˈbuːbuː/о файле) — бренд коллекционных плюшевых игрушек в виде монстров, созданный гонконгским дизайнером Лун Касином (кант. 龍家昇). Игрушки продаются исключительно в магазинах китайской розничной сети Pop Mart. Лабубу — это также имя главной героини серии.
Персонаж Лабубу — девочка, у неё есть парень: Тайкоко, монстр-вегетарианец, похожий на скелет. Лабубу описывают как «эльфийское существо», и, по словам Pop Mart, «несмотря на озорной вид, она добрая и всегда хочет помочь, но часто случайно добивается противоположного». Она может выглядеть маленькой и страшной, но у неё добрые намерения.

## История

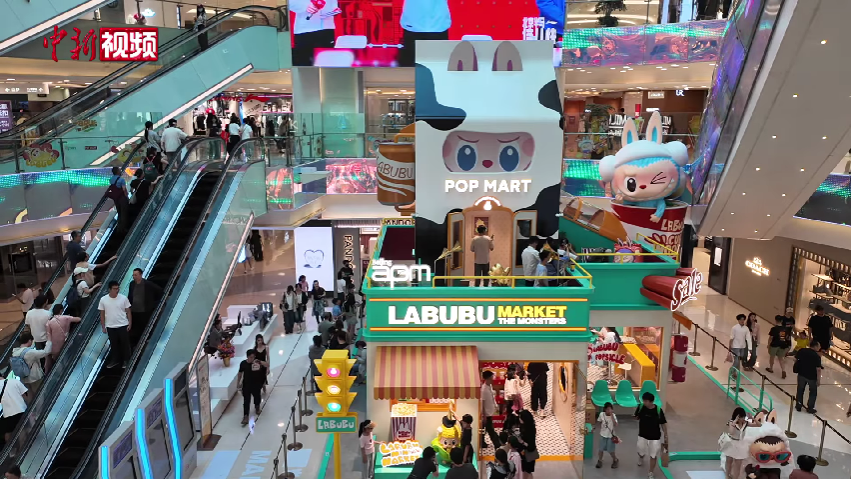
Игрушки Лабубу продаются в магазине Pop Mart с 2019 года

Лабубу изначально была создана Лун Касином (龍家昇), художником из Гонконга, выросшим в Нидерландах. Лабубу была частью серии рассказов Луна «Монстры», на которую оказал влияние скандинавский фольклор и мифология, которой он увлекался в детстве.
Лабубу впервые была представлена в 2015 году вместе с фигурками «Монстры», произведёнными компанией How2Work; игрушка стала более известна в 2019 году после сотрудничества с Pop Mart. Это партнёрство повысило популярность Лабубу среди коллекционеров.
По сведениям Wall Street, основатель компании Pop Mart, производящей игрушки Лабубу, 38-летний Ван Нин вошёл в список самых богатых людей Китая по версии Forbes. Его состояние оценивается почти в 23 миллиарда долларов.
Было выпущено более 300 различных фигурок Лабубу, различающихся по размеру и цене: от 15 долларов за трёхдюймовую виниловую фигурку до 960 долларов за 31-дюймовую «мега»-версию. В июне 2025 года на первом официальном аукционе Лабубу, состоявшемся в Пекине, была продана четырёхфутовая мятно-зелёная фигурка Лабубу за 170 000 долларов.

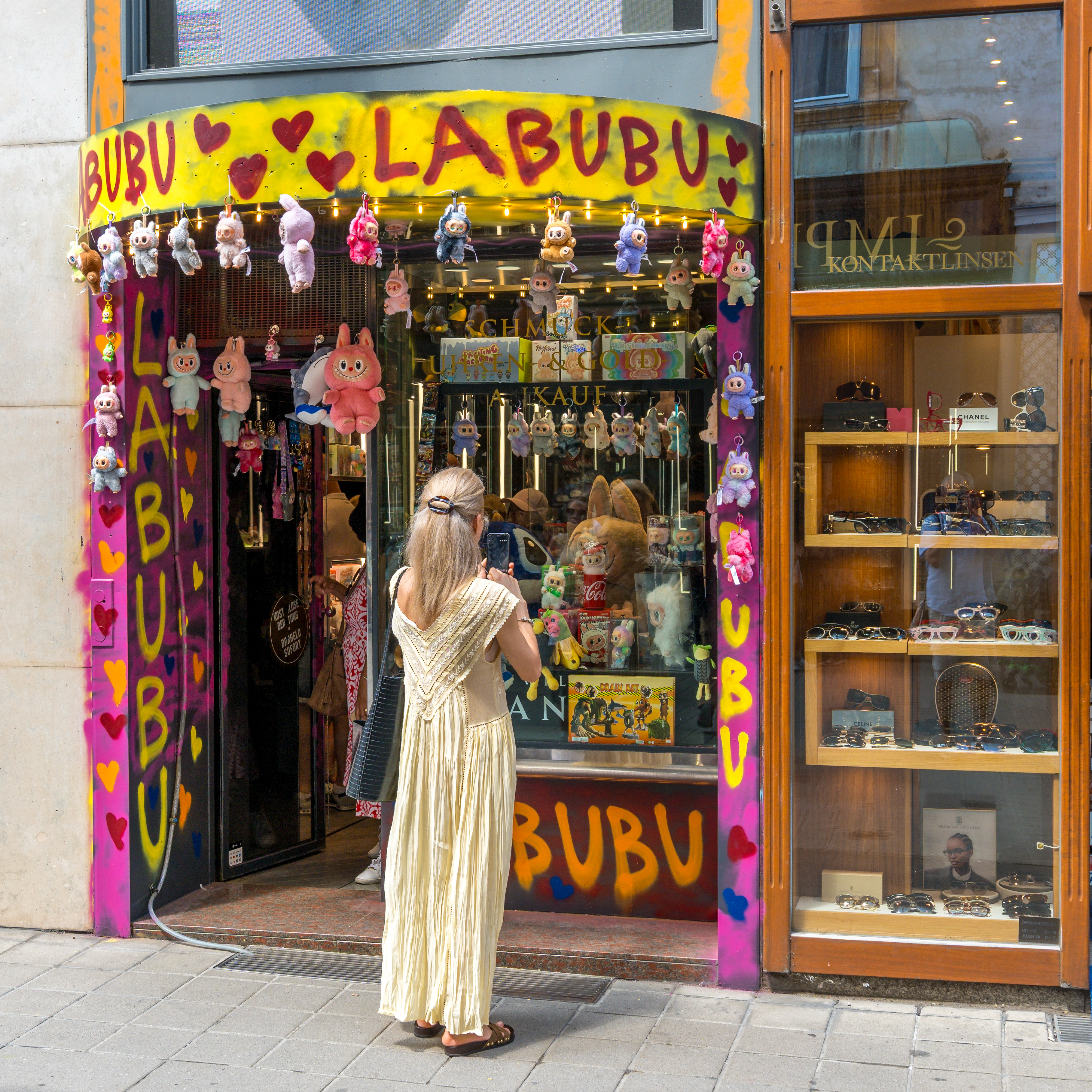
Магазин по продаже Лабубу в Вене (2025)

## Дизайн
Лабубу описываются как существа с игривым, но немного свирепым видом, с круглыми, пушистыми телами, широко открытыми глазами, заострёнными ушами и девятью острыми зубами, которые образуют озорную улыбку.
Фигурки Лабубу часто продаются как игрушки в капсулах, собранных в тематические ряды, в которых содержится игрушка, выбранная случайным образом. В дополнение к рекламируемым версиям серии часто содержат редкую «секретную» фигурку.
Pop Mart также сотрудничал с различными брендами, выпустив зимнюю серию из одиннадцати фигурок Лабубу в тематике Coca-Cola в конце 2024 года и серию из 13 фигурок в виде персонажей из манги и аниме One Piece в начале 2025 года. Другие фигурки были представлены эксклюзивно в различных музеях, например, одна из серий продавалась только в магазине Pop Mart в Лувре в Париже.
В России обсуждалось сходство Лабубу с Чебурашкой.

## Популярность
Игрушка привлекла всеобщее внимание в апреле 2024 года после того, как участница южнокорейской женской K-pop группы Blackpink Лиса была замечена с брелком Labubu на сумке. Это породило тенденцию, которая быстро способствовала его растущей популярности в Таиланде, Сингапуре и других странах Юго-Восточной и Восточной Азии. Из-за вирусной популярности Лабубу в Таиланде многие тайцы начали верить, что Лабубу может принести богатство и удачу, и стали делать буддийские амулеты и другие предметы культа с изображением этих игрушек. Причиной массовой популярности в Восточной Азии подобных игрушек является то, что они сделаны в очень популярной, со второй половины XX века, особенно после экономического подъёма стран Восточной Азии, для данного региона и схожих с японской каваии образной эстетикой и стилем, в массовой потребительской культуре народов Восточной и частично Юго-Восточной Азии и его суррогатах, формах, типах, аналогах и разновидностях на местных языках и местных региональных рынках.
Спрос на Лабубу привёл к сбою работы веб-сайта. Из-за популярности бренда на рынке появились поддельные версии, которые называют «Лафуфу». Поддельные аксессуары также можно приобрести онлайн. Сообщается, что некоторые коллекционеры также заинтересовались этими подделками из-за их необычного дизайна.
Лабубу используется и для политической агитации. Так, члены сингапурской партии «Народное действие» во время акции по раздаче продуктов пенсионерам представили куклу Лабубу в цветах партии, и позже использовали её для рекламы партии в Facebook'е и TikTok'е.
В октябре 2024 года, во время празднования фестиваля девяти богов-императоров, сингапурский храм Линг Лиан Бао Диан для привлечения молодёжи к религии даосизма выпустил серию из четырёх коллекционных фигурок Лабубу, одетых в традиционную одежду. Этот шаг привлек внимание и вызвал споры в социальных сетях. Некоторые оценили идею как симпатичную и инновационную с культурной точки зрения. Другие задались вопросом, не является ли это неуважением к божествам. В храме пояснили, что игрушки служили лишь для «почитания», а не для подношений, поэтому это нельзя назвать неуважением. Видеозаписи мероприятия собрали большое количество просмотров в социальных сетях, привлекая многих молодых людей в храм, чтобы увидеть фигурки лично.

## Критика
В 2025 году плюшевые игрушки Labubu в России оказались в центре скандала. Заместитель предселателя комитета по науке, образованию и культуре Совета Федерации Екатерина Алтабаева заявила, что фигурки, напоминающие монстров с зубастыми ухмылками, вызывают у детей чувство страха. Она призвала Роспотребнадзор и Рособрнадзор рассмотреть вопрос об их запрете. Первый заместитель председателя комитета Государственной Думы по защите семьи Татьяна Буцкая заявила, что Labubu продаются в России с нарушениями. По её словам, на игрушках нет ни единого слова по-русски и даже знак маркировки стоит не российский.
При этом компания-производитель официально не позиционирует игрушку как детскую: на неё установлено возрастное ограничение от 15 лет. По документам это коллекционная кукла-брелок для взрослых, предназначенная как аксессуар для ношения на женской сумке.